# Hodovo (Stolac, BiH)
Hodovo je naseljeno mjesto u općini Stolac, Federacija Bosne i Hercegovine, BiH.

## Povijest
Nakon potpisivanja Daytonskog mirovnog sporazuma izdvojeno je istoimeno naseljeno mjesto koje je pripalo općini Berkovići koja je ušla u sastav Republike Srpske.

## Stanovništvo

### 1991.
Nacionalni sastav stanovništva 1991. godine, bio je sljedeći::
ukupno: 418
- Hrvati - 345
- Muslimani - 73

### 2013.
Nacionalni sastav stanovništva 2013. godine, bio je sljedeći:
ukupno: 377
- Hrvati - 339
- Bošnjaci - 38

## Znamenitosti
- nekropole stećaka na lokalitetima Glavica i Haremi, Radan krst, Perića njiva i Pogrebnice, nacionalni spomenici BiH